# Mathilde van den Brink
Mathilde Maria van den Brink (ur. 4 lutego 1941 w Utrechcie, zm. 22 sierpnia 2023 tamże) – holenderska polityk, samorządowiec i nauczycielka, burmistrz Gieten i Uitgeest, od 1989 do 1994 posłanka do Parlamentu Europejskiego III kadencji.

## Życiorys
Jest córką nauczycielki i dyrektora szkoły. Ukończyła akademię pedagogiczną. Pracowała jako nauczycielka przygotowania zawodowego i przedmiotów ekonomicznych.
Zaangażowała się w działalność Partii Pracy. Została radną w swojej rodzinnej miejscowości Schoonhoven, była też członkinią jej władz wykonawczych. W 1980 objęła stanowisko burmistrza Gieten, które zajmowała przez sześć lat. W 1986 objęła funkcję przewodniczącej Raad voor het Jeugdbeleid (organu doradczego do spraw młodzieży), a w 1989 – wicedyrektora generalnego w ministerstwie opieki społecznej, zdrowia i kultury. Z ramienia Partii Pracy w 1989 bezskutecznie kandydowała do Parlamentu Europejskiego. W listopadzie 1989 objęła jednak wakujący mandat europosłanki III kadencji. Dołączyła do grupy socjalistycznej, była wiceprzewodniczącą Komisji ds. Kwestii Politycznych (1989–1992), a także członkinią Komisji ds. Praw Kobiet i Komisji ds. Swobód Obywatelskich i Spraw Wewnętrznych.
W 1995 została pełniącą obowiązki burmistrza Uitgeest. Sześć miesięcy później w 1996 powołano ją na ten urząd, który sprawowała do 1999. Została członkinią rady doradczej ASPA (unijnej organizacji aktywizującej osoby starsze), a także przewodniczącą Programu Inicjatywy Wspólnotowej EQUAL w Holandii. Weszła w skład międzynarodowej rady doradczej przy Nederlandse Vrouwen Raad (krajowej organizacji kobiecej), pracowała w branży konsultingowej, Prowadziła też własną firmę zajmującą się doradztwem dla zagranicznych pracowników w Holandii.